# Давыдов, Александр Дмитриевич
Александр Дмитриевич Давыдов (24 февраля [9 марта] 1910, Ростов — 10 апреля 1985, Москва) — советский военный лётчик, участник Великой Отечественной войны, Герой Советского Союза (1944), гвардии подполковник.

## Биография
Родился 24 февраля (9 марта) 1910 года в городе Ростов ныне Ярославской области в семье служащего. Русский. Жил в Москве с 1926 года. Окончил 8 классов. Работал слесарем. В 1933 году окончил Московский авиационный техникум, в 1935 — Тамбовскую авиационную школу ГВФ. Лётчик гражданской авиации. В 1941 году Киевским РВК Москвы призван в РККА.
На фронтах Великой Отечественной войны с августа 1941. К октябрю 1944 совершил 321 боевой вылет, из них 289 ночью. Бомбил военно-стратегические объекты в глубоком тылу противника. С начала 1944 года был в составе специальной авиационной группы по оказанию помощи Народно-освободительной армии Югославии. Звание Героя Советского Союза присвоено 5 ноября 1944 года.
В 1950 окончил Высшую офицерскую лётно-тактическую школу. С 1956 года в запасе. Жил в Москве. Работал в НИИ. Похоронен на Ваганьковском кладбище.

## Награды
- Указом Президиума Верховного Совета СССР от 5 ноября 1944 года за образцовое выполнение боевых заданий командования и проявленные мужество и героизм в боях с немецко-фашистскими захватчиками гвардии капитану Давыдову Александру Дмитриевичу присвоено звание Героя Советского Союза с вручением ордена Ленина и медали «Золотая Звезда» (№ 5279).
- Также награждён пятью орденами Красного Знамени, орденами Отечественной войны 1-й степени, Красной Звезды, медалями, югославским орденом Партизанской Звезды 1-й степени.